# Tubeufia aurantiella
Tubeufia aurantiella är en svampart som först beskrevs av Penz. & Sacc., och fick sitt nu gällande namn av Rossman 1979. Tubeufia aurantiella ingår i släktet Tubeufia och familjen Tubeufiaceae.   Inga underarter finns listade i Catalogue of Life.